# Wollt Ihr das Bett in Flammen sehen?
«Wollt Ihr das Bett in Flammen sehen?» ("¿Quieren ver la cama en llamas?") es una canción del grupo alemán de metal industrial Rammstein, primera pista de su disco debut Herzeleid, publicado en septiembre de 1995. Cuenta además con dos ediciones especiales de audio y video, grabadas para los discos en directo del grupo en Live aus Berlin (1998) y Rammstein: Paris (2017). 
Suele ser una de las canciones que el grupo toca en sus conciertos. En dichos espectáculos, el vocalista Till Lindemann hace uso de varios elementos pirotécnicos, con fuegos artificiales y elementos llamativos, que se extiende a otros objetos preparados y distribuidos por el escenario. 
La canción fue grabada con el título provisional Der Bringer. En la versión de audio, se pueden distinguir algunos efectos sonoros que pertenecen al videojuego de 1993 Doom, como los gritos del personaje Doom Guy, así como sonidos de recarga de escopetas.
Fue una de las canciones que tocaron para promocionar su disco debut, siendo teloneros de bandas como Cottbus y Project Pitchfork. También fue interpretada en el Bizarre-Festival y la tocaron en el programa de la MTV Hanging Out junto a Du Riechst So Gut.